# بخش کومله
بخش کومله یکی از بخش‌های شهرستان لنگرود در استان گیلان در شمال ایران است. بخشدار بخش کومله محمد علی کشاورز است. بخش کومله با جمعیت ۲۴/۶۳۰ نفر (بر اساس سرشماری عمومی نفوس و مسکن سال ۱۳۹۵) یکی از ۳ بخش شهرستان لنگرود می‌باشد.